# Чоп'як Валентина Володимирівна
Чоп′як Валентина Володимирівна (нар. 9 жовтня 1956 року в м. Луцьк) — українська лікарка-імунолог, ревматолог та алерголог, докторка медичних наук (1998), професор (2001). Член-кореспондент Національної академії наук України (2024).

## Біографія
У 1981 році закінчила з відзнакою Львівський державний медичний інститут(ЛДМІ). Після завершення навчання в ЛДМІ залишилася там працювати спочатку старшою лаборанткою (1981-1982), потім асистенткою (1983-1986), з 1985 року — в.о. завідувачки курсу клінічної імунології при кафедрі торакальної хірургії (1985-1986). У 1985 році захистила кандидатську дисертацію на тему «Особливості імунологічно-гемостазіологічних показників у пацієнтів стенотично-оклюзійними ангіїтами за умов консервативного та хірургічного лікування». У 1988-1991 роках працювала асистенткою, доценткою кафедри патологічної фізіології. У 1995 році стала завідувачкою курсу клінічної імунології та алергології кафедри терапії № 2 факультету післядипломної освіти. Протягом 1996-1998 років навчалася в докторантурі. У 1998 році захистила докторську дисертацію на тему «Системні васкуліти: механізми розвитку та підходи до імунотерапії» за спеціальністю «Клінічна імунологія».
У 1998 році Чоп'як було призначено завідувачкою кафедри клінічної імунології та алергології Львівського національного медичного університету імені Данила Галицького та керівником Західноукраїнського регіонального медичного центру клінічної імунології та алергології. У 2014–2016 рр. — проректорка з наукової роботи ЛНМУ імені Данила Галицького.
У 2001 році здобула звання професорки. Отримала вищі лікарські кваліфікаційні категорії «Клінічна імунологія», «Терапія», «Ревматологія», «Алергологія» та спеціалізації «Організація охорони здоров'я», «Дитяча імунологія», «Дитяча алергологія», «Дитяча ревматологія».
У 2004–2017 рр. — головна позаштатна спеціалістка з питань імунології, клінічної та лабораторної імунології й алергології МОЗ України; у 2019–2023 рр. — експертка з клінічної імунології МОЗ України; з 2009 року — член Центрального формулярного комітету МОЗ України, у 2010–2018 рр. — голова Проблемної комісії НАМН України та МОЗ України «Клінічна імунологія та алергологія»; з 2012 року — консультантка Державного експертного центру МОЗ України. З 2017 року — член медичної комісії з науки МОЗ України.

## Наукова діяльність
До основних напрямків наукової діяльності професорки Валентини Чоп′як належить вивчення імунологічних регуляторних механізмів розвитку та підходів до імунотерапії первинних та вторинних системних васкулітів (розробка сучасної концепції клітинних та гуморальних імунологічних регуляторних механізмів розвитку системних васкулітів, функціональних взаємозв'язків ендотеліоцитів з нейтрофілами, моноцитами, лімфоцитами в експерименті та клініці системних васкулітів). На основі фундаментальних досліджень впливу імунотропних препаратів на експериментальні системні васкуліти, зокрема культури клітин «ендотеліоцит-моноцит», «ендотеліоцит-лімфоцит», було впроваджено в клінічну практику високодозні схеми імуноглобулінотерапії, плацентарної протеїнотерапії, а також інших імунотропних препаратів (біофлаваноїди, пептиди, інтерферони, інтерфероногени) у лікуванні первинних та вторинних системних васкулітів. Чоп′як запропонувала введення нової класифікації системних васкулітів з урахуванням етіологічних, патогенетичних, морфологічних, клінічних та статистичних критеріїв (1981—2011 роки). Вперше в Україні запровадила диференційну діагностику кріопатії, сучасні підходи до лікування різних видів кріопатології.
Професорці належить вагомий внесок у розробку та вивчення питання діагностики та лікування імунопатологічних синдромів: кріопатії, еозинофілії, імунодефіцитних порушень інфекційного генезу. Впроваджені в практичну медицину напрацювання з імунореабілітаційних заходів у пацієнтів на алергічні й автоімунні хвороби. Серед її наукових напрямків діяльності — напрацювання сучасних підходів до діагностики та лікування різних видів первинних та вторинних імунодефіцитів, алергічних хвороб, імунозалежних інфекцій, імуноопосередкованого непліддя. Має більше 900 наукових і навчально-методичних праць, серед них 11 підручників, 15 монографій, 20 навчальних посібників, 19 патентів, 8 методичних рекомендацій і 48 інформаційні листи.
Значну увагу приділяє вихованню наукових кадрів. Під керівництвом професорки Валентини Чоп′як виконано 4 докторські та 19 кандидатських дисертацій, є керівницею ще 2 кандидатських і 4 докторських дисертаційних робіт. Учні професорки працюють провідними спеціалістами з питань алергології й імунології в США, Канаді, Німеччині, Польщі, Словаччині.
Валентина Чоп′як була керівником і співкерівником багатьох наукових розробок: «Pathogen and Graphen (PANG)» - рамкова програма Європейського Союзу «HORIZON 2020», «Типування HLA у осіб із загрозою автоімунного процесу» - Інститут експериментальної терапії та імунології (лабораторія імуногенетики та типування тканин) та  Інститутом генетики людини ПАН (відділ біології репродукції та стовбурових клітин); «Первинні і вторинні васкуліти – ANA, ANCA, aPL та лабораторно-клінічно-морфологічні кореляції»,«Генетичні та клітинні механізми в патогенезі ревматоїдного артриту», «Цитоморфологічні дослідження автоантитіл  у ранній діагностиці системних автоімунних хвороб»- Інститут ревматології ПАН ( відділ  серології, мікробіології та клінічної імунології), Інститут генетики людини ПАН (відділ біології репродукції та стовбурових клітин); «Оцінка молекулярного фактора непліддя після варикоцелектомії», «Дослідження родоводів носіїв TCW з урахуванням каріотипів у сперматозоїдах їх батьків: аналіз польської та української популяцій – носіїв транслокації з репродуктивними проблемами»,«Дослідження показників оксидаційного стресу та антиспермальних антитіл у неплідних чоловіків» - Інститут генетики людини ПАН (відділ біології репродукції та стовбурових клітин), Інститут спадкової патології (відділ молекулярно-генетичної діагностики), Інститут експериментальної терапії та імунології ПАН (лабораторія імуногенетики та типування тканин, відділ інфекційної імунології), Інститут ревматології ПАН (відділ  серології, мікробіології та клінічної імунології), Інститут біології клітини (відділ проліферації та апоптозу); «Дослідження кінцевих продуктів гліколізу (АGE) при аутоімунних та алергічних хворобах», «Дослідження поліморфізму генів ERAP1 та ERAP2 при ювенільному ідіопатичному артриті та дорослому ревматоїдному артриті -RF-позитивному, RF-негативному» - Інститут генетики людини ПАН (відділ біології репродукції та стовбурових клітин), Інститут експериментальної терапії та імунології ПАН (лабораторія імуногенетики та типування тканин, відділ інфекційної імунології), Інститут ревматології ПАН (відділ  серології, мікробіології та клінічної імунології), Інститут біології клітини (відділ проліферації та апоптозу); «Методи та засоби дослідження маркерів старіння та їх впливу на постковідні ефекти для подовження працездатного періоду» - Національний фонд досліджень України та   Національний університет «Львівська політехніка» (кафедра систем штучного інтелекту);  «Алельний поліморфізм LMP-2 у пацієнтів  з часторецидивуючий HSV1/2 з проявами системних васкулітів», «Критерії діагностики системної склеродермії», «Дослідження взаємозв'язку апоптозу фагоцитарно-лімфоцитарних механізмів з клінічними проявами у хворих на системні захворювання сполучної тканини» - МОЗ України.
Валентина Чоп′як провела науковий аналіз та розробила шляхи розвитку імунологічної служби в Україні, опрацювала ранні критерії виявлення імунодефіцитів на рівні первинної ланки надання медичної допомоги, підходи до національного реєстру імунодефіцитів у державі, впровадила уніфікацію карт аналізу імунологічних пацієнтів, займається розробленням комп'ютерних програм для статистичного опрацювання діяльності обласних служб з клінічної імунології, зокрема «Імуноскрін» та «Імунолаб». Однією з перших в Україні рекомендувала впровадження стандартів лікування, зокрема 20 протоколів з імунології (наказ МОЗ від 08.10.2007 року № 626 «Про затвердження клінічних протоколів надання медичної допомоги хворим з імунними захворюваннями») та сучасних клінічних протоколів та національних настанов з діагностики та лікування в імунологічних та алергологічних хвороб — «Загальний варіабельний імунодефіцит» (наказ МОЗ від 20.01.2015 року № 22 «Про затвердження та впровадження медико-технологічних документів зі стандартизації медичної допомоги при загальноваріабельному (первинному) імунодефіциті»), «Саркоїдоз» (наказ МОЗ від 08.09.2014 року № 634 «Про затвердження та впровадження медико-технологічних документів зі стандартизації медичної допомоги при саркоїдозі»), «Медикаментозна алергія. Анафілаксія» (наказ МОЗ України від 30.12.2015 року № 916 «Про затвердження та впровадження медико-технологічних документів зі стандартизації медичної допомоги при медикаментозній алергії, включаючи анафілаксію»). Впроваджено МОЗ України 6 галузевих нововведень, 15  випусків Державного формуляру (розділ «Імуномодулятори та протиалергічні засоби»).
Валентина Чоп′як — одна із засновниць сучасної клінічної імунології в Україні. Під її керівництвом впроваджені високотехнологічні методи діагностики та лікування імунодефіцитних, алергічних, ревматологічних, кардіологічних, ендокринологічних та септичних пацієнтів За її сприяння та підтримки у всіх регіонах України створені обласні імунологічні служби, введено в дію 3 регіональні та 12 обласних спеціалізованих центрів, відкриті імунологічні стаціонарні ліжка.
Станом на квітень 2024 року h-індекс у наукометричній базі Google Scholar становив 10, у базі Scopus - 13.
Професорка Валентина Чоп′як є головним редактором фахового видання — збірника «Актуальні проблеми клінічної імунології та алергології» (Україна). Член редколегій та редакційних рад: «Імунологія та алергологія» (Україна), «Клінічна імунологія. Алергологія. Інфектологія» (Україна), «Астма та алергія» (Україна), «Таврійський медичний журнал», (Україна), «Практична медицина» (Україна), «Therapia», «CONSILIUM MEDICUM» тощо.

## Міжнародна діяльність
Валентина Чоп′як — член Європейської академії з алергології та клінічної імунології (EAACI) (2000), член Всесвітньої алергологічної організації (WAO) (2009), член Всесвітньої імунологічної організації (WIPO) (2010 рік), член Польського товариства імунологів (2010 рік), член Європейської федерації імунологічних товариств (EFIS) (2011 рік), член Європейської асоціації зі стандартизації (EASI) (2012). Протягом 1982—1985 років перебувала на стажуванні в Москві (Російська Федерація), проходила також фахове стажування у Відні (Австрія, 1993 р.), Брюсселі (Бельгія, 1998 р.), Женеві (Швейцарія, 2012 р.) та Мадриді (Іспанія, 2015 р.)

## Нагороди та визнання
У 2006 році Указом Президента України Валентина Чоп′як була відзначена почесним званням «Заслужена лікарка України». Нагороджена Почесними грамотами Кабінету Міністрів України (2007 рік), Міністерства охорони здоров'я України (2008, 2012 роки), Міністерства освіти і науки (2011 рік)), Верховної Ради України (2023 рік). Заслужена професорка Львівського національного медичного університету ім. Данила Галицького. У 2019 році її нагороджено Орденом княгині Ольги ІІІ ступеня  та присуджено Державну премію України в галузі науки і техніки, у 2023 році - відзнаку НАН України за  підготовку наукової зміни (2023).
З 2022 року - дійсний член Наукового Товариства Шевченка (НТШ). У квітні 2024 року її обрано членом-кореспондентом НАН України по відділенню біохімії, фізіології і молекулярної біології.

## Монографії  (основні)
- 1999 рік — «Імунологія системних васкулітів»
- 2013 рік — «Доказова імунопрофілактика та імунотропна терапія»
- 2014 рік — «Системні васкуліти».
- 2019 рік — «Загальноваріабельний імунодефіцит: імунопатогенетичні механізми розвитку, клініка, діагностика, лікування.
- 2019 рік — «Системний червоний вовчак: діагностика, лікування, профілактика.
- 2023 рік  —«Алергологічні хвороби в призмі молекулярної алергології».

## Підручник
1. Якобисяк М. Імунологія : [підручник] / М. Якобисяк ; пер. з пол. ; за ред. В. В. Чоп’як. – Вінниця : Нова книга, 2004. – 672 с. імунологія та алергологія / М.А. Андрейчин, В.В. Чоп’як, І.Я. Господарський: підручник. - Тернопіль, Укр. медична книга. - 2005. – 372 с
2. Андрейчин М. А. Клінічна імунологія та алергологія : підручник / М. А. Андрейчин, В. В. Чоп’як, І. Я. Господарський. – Тернопіль : Укрмедкнига, 2005. – 372 с
3. Клінічна імунологія та алергологія : підручник / Г. М. Драннік. О. С. Прилуцький, В. В. Чоп’як [та ін.] ; за ред. Г. М. Дранніка. – Київ : Здоров’я, 2006. – 886 с
4. .Чоп’як В. В. Лекції з клінічної імунології для практичних лікарів : цикл лекцій / В. В. Чоп’як, Г. О. Потьомкіна, А. М. Гаврилюк. – Львів : [ЛНМУ імені Данила Галицького], 2010. – Ч. 1. – 226 с.
5. Чоп’як В. В. Лекції з клінічної імунології та алергології для практичних лікарів : цикл лекцій / В. В. Чоп’як. – Львів : [ЛНМУ імені Данила Галицького], 2013. – Ч. 3 : Вакцини та імуномодулятори. – 349 с.
6. Лекції з клінічної імунології та алергології для практичних лікарів : підручник / Чоп’як В. В. [та ін.] ; за ред. В. В. Чоп’як. – Львів, 2014. – Ч. 2 : Вибрані питання клінічної імунології та алергології. – 622 с.
7. В.В. Лекції з клінічної імунології та алергології для практичних лікарів / В.В. Чоп’як: підручник. – Львів, 2013. - Ч. 3. – 350 с.
8. Клінічна імунологія та алергологія для практичних лікарів : підручник / Господарський І. Я., Федоров Ю. В., Чоп’як В. В. [та ін.] ; за ред. В. В. Чоп’як. – Львів, 2016. – 822 с.

## посібники
1. Чоп'як В. Лекції з клінічної імунології та алергології для практичних лікарів (цикл лекцій — частина третя). — Львів, 2013. — 350 с.
2. Chopyak V. V., Lishchuk-Yakymovych Kh. O., Hayevska V. Yu. Clinical immunology and allergology (The textbook for the 5th year students of Medical Facuities). — Львів, 2015. — 208 с.
3. Лекції з клінічної імунології та алергології для практичних лікарів (частина ІІ — вибрані питання клінічної імунології та алергології / За ред. проф. Чоп'яка В. В. — Львів, 2014. — 623 с.
4. Клінічна імунологія та алергологія / За ред. проф. Чоп'яка В. В. — Львів, 2016. — 824 с.

## Список наукових публікацій
1. Чоп'як В.  В., Скиданович С. І. Гепатичні та герпетичні вірусасоційовані інфекції в розвитку системних васкулітів // Журнал Академії медичних наук України. — 1996. — Т. 2. — № 3. — С. 504—509.
2. Чоп'як В. В., Надашкевич О. Н. Адгезивні молекули і механізми розвитку системних васкулітів // Український кардіологічний журнал. — 1997. — № 3. — С. 73-74.
3. Chopyak V.V. Influence of immunomodulation on the fixation and clearance of circulating immune complexes // Доповіді Національної академії наук України. — 1997. — № 9. — С. 188—192.
4. V. Chopyak, R. Bilyy, A. Tomin, Ya. Tolstyak, A. Havrylyuk, Yu. Kit, R. Stoika. Cell Surface Glycans at SLE Changes during cells death, utilization for disease detection and molecular mechanism underlying their modification // Autoimmune Disorders, ed. by C. Mavragani. — Zagreb: InTech, 2011. — 518 p. — Р. 89-111.
5. V. Chopyak, K. Lishchuk-Yakymovych, R. Pukalyak. Churg-Strauss syndrome: clinical and immunological features // Advances in the Etiology, pathogenesis and pathology of vasculitis. — Rijeka: InTech, 2011. — 438 р. — Р. 255—273.
6. Yuriy Kit, Valentyna Chopyak, Yaroslav Tolstyak, Rostyslav Bilyy. Novel Biological Activities of Autoantibodies as the Potential Markers of Systemic Lupus Erythematosus. Chapter 4 //  Systemic Lupus Erythematosus (SLE): Prevalence, Pathophysiology and Prognosis by Syuichi Koarada. — NewYork: Nova Science Publishers, 2013. — 198 p. — P. 101—109.
7. Recurrent herpes simplex: evaluation of interferonogenesis at the local and systemic levels / Horbal N. M., Potemkina G. O., Kril I. J., …, Chopyak V. V. // Світ медицини та біології=World of medicine and biology. – 2021. – № 2. – С. 193-197.
8. Shakhovska N. A new hybrid ensemble machine-learning model for severity risk assessment and post-COVID prediction system / N. Shakhovska, V. Yakovyna, V. Chopyak // Mathematical Biosciences and Engineering. – 2022. – Vol. 19, № 6. – Р. 6102-6123. DOI: 10.3934/mbe.2022285 (Scopus).
9. The general trends of diagnostic of drughypersensitivity reactions / Havrylyuk A., Zubchenko S., Lomikovska M., …, Chopyak V. // Alergia Astma Immunologia. – 2022. – T. 27, № 3. – S. 85-93.
10. Varicocelectomy improves sperm parameters, sperm DNA integrity as well as the other critical semen features / Nakonechnyi Y., Nakonechnyi A., Fraczek M., …, Chopyak V. [et al.] // Journal of Physiology and Pharmacology. – 2022. – Vol. 73, № 6. – Р. 763-773. DOI: 10.26402/jpp.2022.6.09 (Scopus).
11. A Managerial Approach towards Modeling the Different Strains of the COVID-19 Virus Based on the Spatial GeoCity Model / Vyklyuk Y., Nevinskyi D., Chopyak V., [et al.] // Viruses. – 2023. – Vol. 15, № 12. – P. Art. numb. 2299. DOI: 10.3390/v15122299 (Scopus).
12. An investigation of the primary immunosuppressive therapy's influence on kidney transplant survival at one month after transplantation / Tolstyak Y., Chopyak V., Havryliuk M. // Transplant Immunology. – 2023. – Vol. 78. – P. Art. numb. 101832. DOI: 10.1016/j.trim.2023.101832 (Scopus).
13. Enterosorbents in complex therapy of food allergies: a focus on digestive disorders and systemic toxicity in children / Shichkin V. P., Kurchenko O. V., Okhotnikova E. N., Chopyak V. V., Delfino D. V. // Frontiers in Immunology. – 2023. – Vol. 14. – P. Art. numb. 1210481. DOI: 10.3389/fimmu.2023.1210481 (Scopus).
14. The use of basophil activation tests in clinical-laboratory investigations in patients with beta-lactam allergy (pilot study) [Zastosowanie testów aktywacji bazofilów w badaniach kliniczno-laboratoryjnych u pacjentów z alergią na beta-laktamy (badanie pilotażowe)] / Havrylyuk A., Zubchenko S., Lomikovska M., ..., Chopyak V. // Alergia Astma Immunologia. – 2023. – Vol. 28, № 1. – P. 8-16. (Scopus)